# Землетрясение на Минданао (2002)
Землетрясение 2002 года на Минданао произошло на Филиппинах в 05:16 по филиппинскому времени 6 марта (21:16 по всемирному координированному времени 5 марта). Это шестое по величине землетрясение 2002 года в мире, оно зарегистрировало магнитуду 7,5 баллов и было мощным землетрясением. Оно возникло недалеко от желоба Котабато, зоны деформации, расположенной между плитами Филиппинского моря и плитами Сунда, и произошло очень близко к самому сильному землетрясению на Филиппинах в 20-м веке, землетрясению 1918 года на море Целебес.
Для всей страны характерен высокий уровень вулканической и сейсмической активности. В результате землетрясения 15 человек погибли и около 100 получили ранения. В результате было повреждено до 800 зданий, многие из повреждений были вызваны наводнениями, вызванными оползнями и падающими обломками. Как и в событие 1918 года, за землетрясением последовало цунами.

## Геология
Эпицентр землетрясения находился недалеко от желоба Котобато; Магнитуда этого мегапространственного землетрясения составила 7,5 баллов, что стало шестым по величине в году. Это произошло в зоне геологической деформации вдоль Зондских и Филиппинских морских плит, которые сходятся со скоростью 6 сантиметров (2 ″) каждый год. Филиппины расположены на нескольких микроплитах между двумя сходящимися плитами, Филиппинской плитой и Евразийской плитой . Тектоническая активность в стране включает как землетрясения, так и извержения вулканов. Из-за субдукции Евразийской плиты на запад вулканическая активность происходит вдоль Манильского желоба и желоба Сулу, часто мощного калибра. 13 процентов зарегистрированных извержений на Филиппинах закончились смертельным исходом, так как именно эта страна несет ответственность за большинство смертей в мире в результате извержений вулканов. Сейсмичность также была высокой: за последние 50 лет. Более половины крупных землетрясений в стране достигли магнитуды 7,0 или более. Самый ранний из известных серьёзных потрясений произошел в 1976 году, в результате чего погибло около 8,000 человек. Событие Минданао было четвёртым из семи крупных событий с 1975 года.

## Разрушения и жертвы
В результате землетрясения погибло 15 человек и было ранено около 100 человек, было повреждено до 800 зданий в южной и центральной частях Минданао. Он вызвал оползни в провинции Южный Котабато, которые протекали через кратерное озеро на горе Паркер, вызвав масштабное наводнение. Эти большие потоки воды хлынули мимо домов, унося их прочь, и охватили как минимум девять районов провинции. Он также вызвал местные цунами, достигающие максимальной высоты 3 метра (10 фута) в Kiamba, Maitum и Palimbang. Землетрясение было достаточно мощным, чтобы опрокинуть бетонные стены и заборы. Землетрясение, посыпавшее людей обломками, сотрясло дома, а предметы полетели с полок. Землетрясение стало причиной разрушения главной дороги.